# Proterebia transcaspica
Proterebia transcaspica är en fjärilsart som beskrevs av Goltz 1930. Proterebia transcaspica ingår i släktet Proterebia och familjen praktfjärilar. Inga underarter finns listade i Catalogue of Life.